# Хантсвил (Онтарио)
Хантсвил (енгл. Huntsville) је градић у Канади у покрајини Онтарио. Према резултатима пописа 2011. у граду је живело 19.056 становника.

## Становништво
Према резултатима пописа становништва из 2011. у граду је живело 19.056 становника, што је за 4,2% више у односу на попис из 2006. када је регистровано 18.280 житеља.
| 2006.  | 2011.  |
| ------ | ------ |
| 18.280 | 19.056 |